# Pinnsee
Der Pinnsee ist ein Waldsee östlich von Mölln im Kreis Herzogtum Lauenburg. Er ist ein Überbleibsel der letzten Eiszeit im Naturpark Lauenburgische Seen.
Der etwa 2,5 ha große See liegt in einer Talsenke und ist zu Fuß oder mit dem Fahrrad erreichbar. Der See ist von Wald umgeben, an seinem Ostufer wurde ein kleiner Badestrand angelegt. Entlang des Sees finden sich weitere Badestellen. Durch die Lage im Tal wärmt er sich gut auf, das Wasser ist sehr klar.
Der See ist bis zu neun Meter tief. Er gehört zum größeren Teil der Stadt Mölln. Der nordöstliche Bereich mit der großen Badestelle gehört dem Kreis Herzogtum Lauenburg.
Angeln, Tauchen, Bootfahren usw. sind verboten.
Oberhalb der Badestelle gibt es ein altes Jagdhaus, das die DLRG Mölln als Wachhaus nutzt.